# De Nuchten

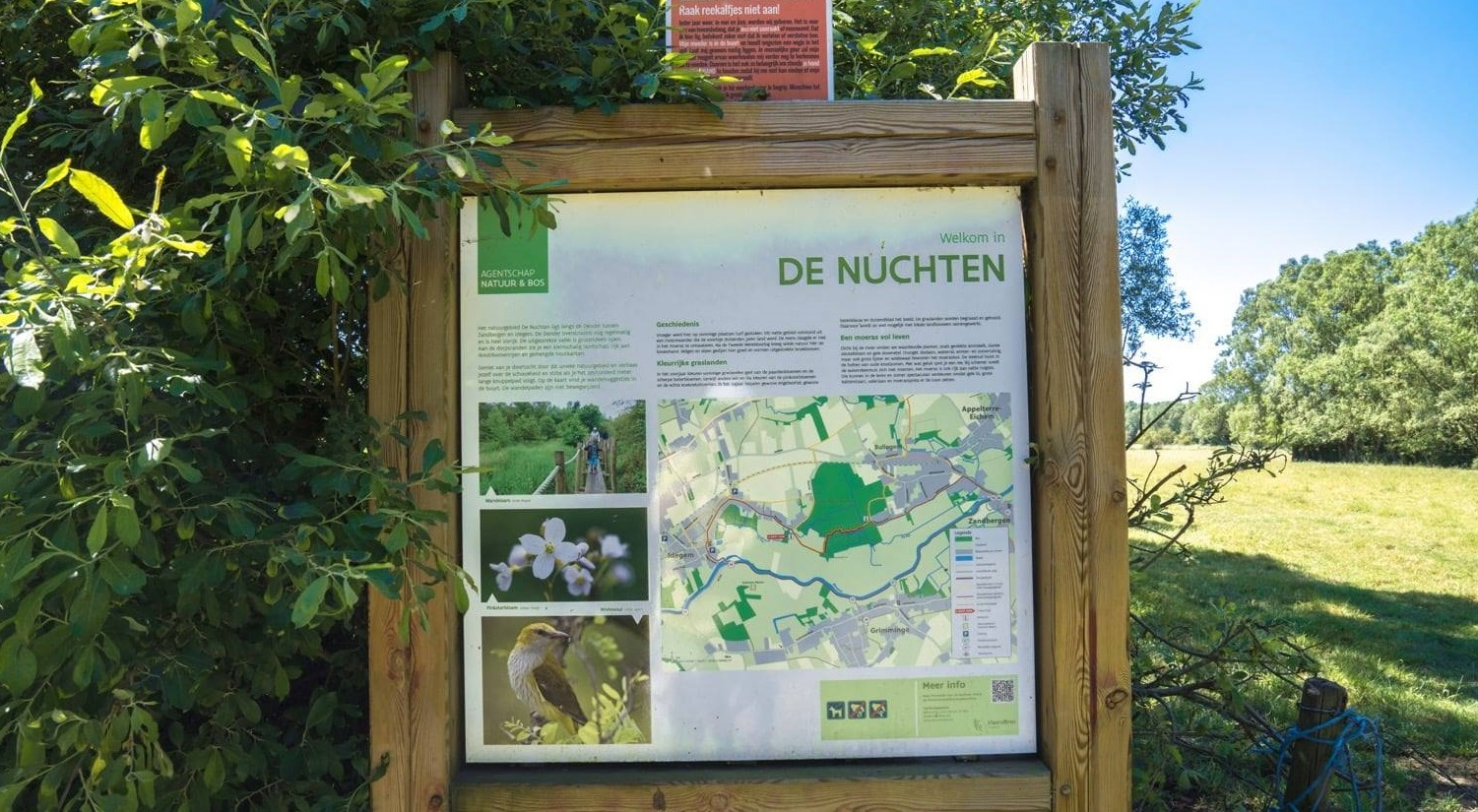

De Nuchten is een natuurreservaat in de Denderstreek aan de rand van de Vlaamse Ardennen in Zuid-Oost-Vlaanderen. Het natuurgebied ligt op het grondgebied van de stad Geraardsbergen aan de Dender tussen deelgemeentes Idegem en Zandbergen. Het reservaat wordt beheerd door het Agentschap voor Natuur en Bos.

## Landschap
De Nuchten bestaan uit een moerasbos langs de Dender met soortenrijke graslanden, houtkanten en knotbomenrijen.

## Fauna
In het reservaat komen ijsvogels, blauwborstjes en roerdompen voor.

## Recreatie
Een wandelroute met plankenpad slingert door het gebied heen.